# Europa-Union Parlamentariergruppe im Europäischen Parlament
Die Europa-Union-Parlamentariergruppe im Europäischen Parlament (EU PG EP) besteht aus den deutschen Mitgliedern des Europäischen Parlaments, die gleichzeitig Mitglied der Europa-Union Deutschland sind.

## Geschichte
Die Gruppe wurde 2006 gegründet. 69 der 96 deutschen Europaparlamentarier sind Mitglieder der Europa-Union. Ziel der Parlamentariergruppe ist es, die Europaabgeordneten der deutschen Bevölkerung näherzubringen, das Interesse der deutschen Gesellschaft an Europa und der Europawahl zu steigern und darüber hinaus Rolle und Aufgaben des Europäischen Parlamentes und seine Bedeutsamkeit verständlich zu machen.
Die Arbeit der Parlamentariergruppe erfolgt in Form von Veranstaltungen und politischen Initiativen. 2010 organisierte die Gruppe zusammen mit der Europa-Union Parlamentariergruppe Deutscher Bundestag eine gemeinsame überparteiliche Bewertung der neuen Mitwirkungsmöglichkeiten des Deutschen Bundestages im Rahmen des Lissaboner Vertrages.

## Vorstand
In der 9. Legislaturperiode (2019–2024) des Europäischen Parlaments sind derzeit 53 von 96 Abgeordneten aus Deutschland Mitglied der Parlamentariergruppe. Ein neuer Vorstand ist derzeit noch nicht gebildet worden.
Von April 2015 bis zum Ende der Legislatur 2019 war Jan Philipp Albrecht (Bündnis 90/Die Grünen) Vorsitzender der Gruppe. Stellvertreter waren Markus Ferber (CSU), Arne Lietz (SPD), Michael Theurer (FDP) und Joachim Zeller (CDU).

## Mitglieder
Die Mitglieder der 9. Legislatur (2019–2024) sind auf der Homepage der Europa-Union Deutschland aufgeführt.
67 Gruppenmitglieder gehörten in der 8. Legislatur (2014–2019) der Parlamentariergruppe an (Stand: Juli 2017):
| - Jan Philipp Albrecht, DIE GRÜNEN (EFA) - Burkhard Balz, CDU (EVP) - Reimer Böge, CDU (EVP) - Elmar Brok, CDU (EVP) - Reinhard Bütikofer, DIE GRÜNEN (EFA) - Udo Bullmann, SPD (SPE) - Daniel Caspary, CDU (EVP) - Birgit Collin-Langen CDU (EVP) - Michael Cramer, DIE GRÜNEN (EFA) - Albert Deß, CSU (EVP) - Christian Ehler, CDU (EVP) - Ismail Ertug SPD (S&D) - Markus Ferber, CSU (EVP) - Knut Fleckenstein, SPD (SPE) - Karl-Heinz Florenz, CDU (EVP) - Michael Gahler, CDU (EVP) - Evelyne Gebhardt, SPD (SPE) - Jens Geier, SPD (SPE) - Sven Giegold, DIE GRÜNEN (EFA) - Ingeborg Gräßle, CDU (EVP) - Martin Häusling, DIE GRÜNEN (EFA) - Rebecca Harms, DIE GRÜNEN (EFA) - Maria Heubuch, DIE GRÜNEN (EFA) | - Monika Hohlmeier, CSU (EVP) - Iris Hoffmann, SPD (SPE) - Peter Jahr, CDU (EVP) - Petra Kammerevert, SPD (SPE) - Sylvia-Yvonne Kaufmann, SPD (SPE) - Dieter-Lebrecht Koch, CDU (EVP) - Werner Kuhn, CDU (EVP) - Bernd Lange, SPD (PSE) - Werner Langen, CDU (EVP) - Alexander Graf Lambsdorff, FDP (ALDE) - Jo Leinen, SPD (SPE) - Hans-Peter Liese, CDU (EVP) - Arne Lietz, SPD (SPE) - Norbert Lins, CDU (EVP) - Barbara Lochbihler, DIE GRÜNEN (EFA) - Thomas Mann, CDU (EVP) - David McAllister, CDU (EVP) - Gesine Meißner, FDP (ALDE) - Susanne Melior, SPD (SPE) - Norbert Neuser, SPD (SPE) - Angelika Niebler, CSU (EVP) - Markus Pieper, CDU (EVP) - Gabriele Preuß, SPD (SPE) | - Godelieve Quisthoudt-Rowohl, CDU (EVP) - Felix Reda, Piraten (EFA) - Terry Reintke, DIE GRÜNEN (EFA) - Ulrike Rodust, SPD (SPE) - Sven Schulze, CDU (EVP) - Joachim Schuster, SPD (SPE) - Andreas Schwab, CDU (EVP) - Peter Simon, SPD (PSE) - Birgit Sippel, SPD (PSE) - Renate Sommer, CDU (EVP) - Jutta Steinruck, SPD (PSE) - Michael Theurer, FDP (ALDE) - Helga Trüpel, DIE GRÜNEN (EFA) - Sabine Verheyen, CDU (EVP) - Axel Voss, CDU (EVP) - Manfred Weber, CSU (EVP) - Martina Werner, SPD (SPE) - Kerstin Westphal, SPD (SPE) - Rainer Wieland, CDU (EVP) - Tiemo Wölken, SPD (SPE) - Joachim Zeller, CDU (EVP) |